# Nidularium microps
Nidularium microps là một loài thực vật có hoa trong họ Bromeliaceae. Loài này được E.Morren ex Mez mô tả khoa học đầu tiên năm 1891.